# Strafzumessung (Deutschland)
Im deutschen Strafrecht dient die Strafzumessung einer schuldangemessenen Bestrafung. Das Strafgericht wägt dabei die für und gegen den Täter sprechenden Tatumstände gegeneinander ab, um den Strafrahmen auszufüllen und eine bestimmte Strafe, das Strafmaß, festzusetzen. Gesetzlich geregelt ist die Strafzumessung in § 46 StGB. Da der Gesetzgeber darauf verzichtet hat, Sinn und Zweck der Strafe zu definieren, ergeben sich aus dem Kontext zu § 47 StGB Rückschlüsse darüber, dass die Strafzumessungsregeln auch der Verteidigung der Rechtsordnung dienen.

## Grundsätze der Strafzumessung
Grundsätzlich bedingt die Strafzumessung zunächst die Feststellung, dass eine Straftat schuldhaft begangen wurde. Bleibt es bei einer lediglich rechtswidrigen Tat, weil Schuldausschließungs- oder Entschuldigungsgründe vorliegen, so kann auf eine Maßregel der Besserung und Sicherung erkannt werden. In Deutschland, Österreich und der Schweiz kann neben der Strafe auch eine Maßregel verhängt werden (sogenannte Zweispurigkeit des Strafrechts). Die Maßregel soll vor der Strafe vollzogen werden (sogenanntes vikariierendes System).
Die Strafzumessung erfolgt grundsätzlich nach der Schwere der Schuld. Im deutschen Strafrecht sind die Grundsätze der Strafzumessung in § 46 StGB niedergelegt, sie erfahren insbesondere für das Jugendstrafrecht eine Differenzierung. Ausgangspunkte der Strafzumessung sind:
- Die Strafe muss sich im Strafrahmen der rechtlich festgestellten, sogenannten prozessualen Tat bewegen.
- Die Schuld ist Maßstab innerhalb des Strafrahmens.
- Dabei ist am Maßstab zu beachten, welche Auswirkungen die Strafe auf die zukünftige Lebensführung des Täters haben wird (Prognose).
- Die Strafe muss verhältnismäßig sein unter Abwägungsgebot über die Umstände, die für und gegen den Täter sprechen (Strafzumessungstheorien, insb. Spielraumtheorie):
  - Motive des Täters (Ziele und Beweggründe), insbesondere fremdenfeindliche, rassistische, antisemitische, geschlechtsspezifische, gegen die sexuelle Orientierung gerichtete oder sonstige menschenverachtende,[2]
  - die Gesinnung und der aufgewandte Wille des Täters zur Tatbegehung
  - die Pflichtwidrigkeit (insbesondere bei Fahrlässigkeitsdelikten)
  - die Art und Weise der Begehung und die Folgen der Tat
  - das Vorleben des Täters (hier Vorstrafen)
  - das Nachtatverhalten, die Bemühungen um Schadenswiedergutmachung oder die Bemühungen um einen Ausgleich mit dem Opfer (Täter-Opfer-Ausgleich)
  - die Strafempfindlichkeit des Täters (Prinzip der subjektiven Verhältnismäßigkeit): abhängig z. B. vom Lebensalter, den persönlichen und wirtschaftlichen Verhältnissen, dem Beruf usw.[3]
- Es dürfen bei der Abwägung jedoch keine Merkmale des Tatbestandes in die Strafzumessung einfließen (da diese bereits den Strafrahmen begründen).

Im Jugendstrafverfahren wird vor allem auf Sanktionsvermeidung gesetzt. Da sich Jugendliche und teilweise Heranwachsende noch in der persönlichen Reifung und Entwicklung befinden, soll nach dem Erziehungsgedanken im Jugendstrafrecht eher mit erzieherischen Maßnahmen als durch Strafe versucht werden, die Devianz in Zukunft zu vermeiden. Mittlerweile wird dies jedoch – zum Teil populistisch – in der Kriminalpolitik bei Fällen, in denen das Prinzip versagte teilweise in Frage gestellt. Bei jugendlichen Mehrfach- oder Intensivtätern wird die Umkehrung – Strafe vor beziehungsweise statt Erziehung gefordert.

## Normative Strafzumessung
Grundsätzlich ist Strafe zu rechtfertigen. Strafe als Reaktion auf eine Gesetzesübertretung ist das letzte rechtsstaatliche Mittel (sog. ultima ratio). Zu ihrer Rechtfertigung werden absolute und relative Straftheorien („Strafzwecke“) herangezogen:
Die absoluten Straftheorien rechtfertigen Strafe als Vergeltung. Isoliert bieten die überkommenen absoluten Straftheorien jedoch nur unzureichend Begrenzungen für den Strafanspruch, insbesondere keine Verhältnismäßigkeit. Erst mit der Entwicklung der Talion („Spiegelstrafe“) war die Strafe auf das zugefügte Unrecht begrenzt. Die absoluten Straftheorien richten sich also zurückblickend auf Tat und Täter. Moderne absolute Straftheorien begründen den Zweck von Strafe in der verhältnismäßigen Vergeltung von Schuld durch Strafe. Anhänger der älteren absoluten Straftheorien waren Immanuel Kant und Georg Wilhelm Friedrich Hegel.
Die relativen Straftheorien suchen nach dem Zweck in Bezug zum Täter (Spezialprävention) und zur Allgemeinheit (Generalprävention). In ihren negativen Ausprägungen sollen der Täter oder die Allgemeinheit durch das Vorhalten von Strafe abgeschreckt werden, ebenfalls Straftaten zu begehen. Die Allgemeinheit soll ferner vor dem Straftäter gesichert werden. In ihrer positiven Ausprägung der relativen Straftheorien soll der Täter resozialisiert werden, um in Zukunft ein delinquenzfreies Leben führen zu können. Die Allgemeinheit soll in ihrer Rechtstreue ermahnt und bestärkt werden (teilweise auch als gemischte Theorie oder relative Vergeltungstheorie vertreten). Zugleich soll aber auch der Gesellschaft eine Genugtuung für das begangene Unrecht zukommen, um eine Lynchjustiz zu vermeiden (sogenannte Kanalisierung von Strafbedürfnissen) und die Bewältigung von Opfertraumata zu ermöglichen.
Diese Strafzwecke sind bei der Strafzumessung zu berücksichtigen. Laufen die Strafzwecke (insbesondere bei Vergeltung versus Resozialisierung) verquer, spricht man von der Antinomie der Strafzwecke.
Von der Rechtsprechung wird vornehmlich die Vereinigungstheorie vertreten, welche die unterschiedlichen Zwecke von Strafe in ein ausgewogenes Verhältnis zu bringen versucht. Im Resultat wiegt die „allgemeine Generalprävention“ am schwersten: angedrohte und verhängte Strafe sollen davor abschrecken, Straftaten zu begehen.

## Praktische Strafzumessung
Die Strafzumessung erfolgt anhand der Strafzwecke und in Abwägung der Umstände von Tat, Täter und dessen Schuld. Die wesentlichen be- und entlastenden Umstände sind im Urteil als solche anzugeben. Strafschärfende einschlägige Vorstrafen und strafmildernden Reue zeigende Geständnisse zählen typischerweise auch dazu. Unklar sind jedoch Art und Weise der nachfolgenden „Umwertung“ in die konkrete Tatstrafe. In der Regel erklärt das Gericht die Strafhöhe nur mit Worten, wie „dieses Strafmaß sei erforderlich, aber auch ausreichend“.
Die zumeist recht weiten gesetzlichen Strafrahmen bilden die Grundlage. Vom Gericht zu bedenkende Sonderstrafrahmen eröffnet das Gesetz vielfach für besonders schwere und minder schwere Fälle. Zu prüfen sind ebenfalls die zum Teil fakultativen Strafrahmenabsenkungen für die sonstigen allgemeinen Strafmilderungsgründe. Zu ihnen gehört auch ein bei Aussicht auf Erfolg einzuleitender Täter-Opfer-Ausgleich. Auch geht eine formelle Verständigung im Strafverfahren in der Regel mit einem strafmildernden Geständnis einher.
Der Beurteilungsspielraum, den das Strafrecht dem Tatgericht bei der Strafzumessung zubilligt und zubilligen muss, ist erheblich. Denn Gegenstand ist die prozessuale Tat, so wie sie sich als Inbegriff der mündlichen Hauptverhandlung zur Überzeugung dieses Gerichts dargestellt hat. Die Revisionsgerichte können die konkrete Strafbemessung nur auf Rechtsfehler und dabei zumeist nur indirekt überprüfen. Mit Erfolg zu rügen sind dann vor allem Mängel der schriftlichen Urteilsbegründung, die darin bestehen, dass das Tatgericht naheliegende be- oder entlastende Umstände nicht oder für diese Strafhöhe nicht hinreichend erörtert hat.

## Gesetzliche Strafarten
Grundsätzlich ist bei der zu verurteilenden prozessualen Tat auf die Art der Strafe zu achten.

### Geldstrafe
Die Geldstrafe ist eine Strafe, die bereits im germanischen und römischen Strafrecht vorkommt. Die Geldstrafe dient im modernen Strafrechtssystem als Strafe bei leichten Delikten, um Freiheitsentzug zu vermeiden. Dabei zeigen sich sowohl Vor- als auch Nachteile auf: Die Geldstrafe vermeidet kurze Freiheitsstrafen, die hinsichtlich der Strafzwecke kaum dienlich sind (weder zur Resozialisierung noch zur Vergeltung). Zugleich bedeutet aber die Geldstrafe, dass die Höchstpersönlichkeit der Strafe gefährdet ist: Statt des Verurteilten kann auch ein Dritter die Geldstrafe für ihn zahlen (frühere Auffassung war die Annahme von Strafvereitelung). Damit würde der Sanktionscharakter gefährdet werden. Jedoch können die zahlreichen Bagatellverfahren mit einer Geldstrafe häufig schneller und auch verträglicher abgeschlossen werden.
Die Geldstrafe wird in Tagessätzen bemessen. Dabei soll ein Tagessatz einem Tag Freiheitsentzug entsprechen. Maximal können 720 Tagessätze bei Gesamtstrafenbildung, sonst maximal 360 Tagessätze verurteilt werden. Minimum sind fünf Tagessätze. Die Höhe des Tagessatzes soll den Verurteilten so belasten, dass dieser von seinem Nettoeinkommen ausgehend auf das Sozialhilfeniveau für die Zahl der Tagessätze gedrückt wird. Die Höhe bewegt sich innerhalb von 1 € und 30.000 €. Diese Begrenzungen sind zwar wegen des Bestimmtheitsgebots aus dem Rechtsstaatsprinzip und Art. 103 Abs. 2 GG notwendig, ihnen fehlt jedoch teilweise der Bezug zur Realität: Für vermögende Täter kann auch der Tagessatz von 30.000 € noch eine Bagatelle sein. Andererseits ist fraglich, ob nicht der Gleichheitsgrundsatz verletzt ist, wenn eine Tat mit einer Geldsumme von 100.000 € (10 Tagessätze zu 10.000 €) oder 10 € (10 Tagessätze zu 1 €) abgeurteilt wird. Dieses Dilemma wird durch die gesetzlichen Strafzumessungsregeln nicht abgefedert.
Ist die Schuld jedoch geringer, so bleibt dem erkennenden Gericht noch die Möglichkeit, von der Strafe abzusehen (es bleibt bei einem formalen Schuldspruch, sehr selten) oder eine Verwarnung mit Strafvorbehalt (sogenannte Geldstrafe auf Bewährung) auszusprechen.
Festzustellen ist aber, dass die Geldstrafe bei der Legalbewährung (also der zukünftigen delinquenzfreien Bewährung) des Verurteilten positive Auswirkungen hat. Ein Rückfall ist bei Geldstrafen weniger wahrscheinlich als bei Freiheitsstrafen. Dies erklärt sich aber auch dadurch, dass es sich dabei in vielen Fällen um Fahrlässigkeitstaten und auch um Täter mit positiver Legalprognose handelt.
Geldstrafen dürfen jedoch nicht mit Maßregeln der Besserung und Sicherung verbunden werden.
Ist die Geldstrafe nicht einbringbar, so tritt an ihre Stelle die Ersatzfreiheitsstrafe. Damit müssen so viele Tage Haft angetreten werden, wie Tagessätze noch ausstehen.

### Freiheitsstrafe
Die Freiheitsstrafe ist der Freiheitsentzug, der in Justizvollzugsanstalten vollzogen wird. Während früher noch eine Differenzierung zwischen Festungshaft, Zuchthaus, Gefängnis, Einschließung und Haft bestand, gibt es seit 1969 nur noch die Freiheitsstrafe. Das deutsche System differenziert zwischen zeitiger Freiheitsstrafe, die mindestens einen Monat und höchstens fünfzehn Jahre andauern darf. Eine Verurteilung zu mehreren hundert Jahren Haft, wie sie in den USA nicht unüblich ist, kann in Deutschland nicht stattfinden. Keine zeitige Freiheitsstrafe ist die lebenslange Freiheitsstrafe. Bei dieser ist die Haftdauer nicht von vornherein zeitlich beschränkt; eine tatsächlich lebenslange Vollstreckung (also bis zum Tod) ist aber die Ausnahme. Nach 15 Jahren ist es den Verurteilten erstmals möglich, einen Antrag auf vorzeitige Entlassung auf Bewährung zu stellen. (Hat das Gericht zuvor auf besondere Schwere der Schuld erkannt, verlängert sich diese Zeitdauer.) Bisherigen verfassungsrechtlichen Bedenken gegen die lebenslange Freiheitsstrafe hat das Bundesverfassungsgericht eine vorsichtige Abweisung erteilt.
Die Freiheitsstrafe kann nicht unter einem Monat und soll nicht unter 6 Monaten verhängt werden. Damit sollen die entsozialisierenden und deprivatisierenden Effekte der Freiheitsentziehung auf den Täter vermieden werden. Die Freiheitsstrafe kann, wenn sie die Höhe von einem Jahr (in Ausnahmefällen: zwei Jahren) nicht überschreitet, zur Bewährung ausgesetzt werden. Die Bewährungszeit beträgt mindestens zwei und höchstens fünf Jahre. Die Legalbewährung von Verurteilten, die Bewährungsauflagen erhalten haben, ist durchaus günstiger (wenn auch nicht besonders auffällig) als bei Inhaftierung. Trotz der notwendigen Bestellung des Bewährungshelfers oder einer Führungsaufsicht sind die Kosten für den Staat geringer als bei Inhaftierung. Mit Ablauf der Bewährungszeit wird die Strafe erlassen.
Nach der Verbüßung der Haft zu zwei Dritteln (oder zur Hälfte bei Vorliegen besonderer Umständen gemäß § 57 StGB) kann der Strafrest zur Bewährung ausgesetzt werden.

## Berechnung der Strafhöhe anhand des Strafrahmens bei Konkurrenzen
Da das Urteil nicht auf die materielle Tat (die Liste aller einzeln strafbewehrten Taten), sondern auf die prozessuale Tat bezogen ist, bestimmt sich die Strafhöhe nach den vorliegenden Konkurrenzen. Dabei gibt es zahlreiche Sonderfälle und Einzelprobleme, die erörtert werden könnten. Die Ausführungen zu Ideal- und Realkonkurrenz beziehen sich sowohl auf Geld- als auch auf Freiheitsstrafe.

### Tateinheit
Besteht zwischen den verurteilten Taten Tateinheit (Idealkonkurrenz), so ist die Strafe nach § 52 StGB zu bemessen: Aus dem schwersten Delikt wird der Strafrahmen entnommen und nach den weiteren verwirklichten Delikten erhöht, wobei die Strafe nicht milder sein darf als die anderen anwendbaren Gesetze es zulassen (Absorptionsprinzip oder Kombinationsprinzip). In diesem Rahmen entscheidet der Richter die Strafhöhe.

### Tatmehrheit
Bei Tatmehrheit (Realkonkurrenz) nach § 53, § 54 StGB wird eine Gesamtstrafe gebildet. Dies ist für den Täter regelmäßig ungünstiger als die Strafzumessung bei Tateinheit. Grundsätzlich beschränkt sich die Strafhöhe auch bei zeitigen Freiheitsstrafen auf fünfzehn Jahre und wenn eine der Strafen lebenslange Freiheitsstrafe sein sollte, auf ebendieses Strafmaß.
Für alle Taten, die in Realkonkurrenz stehen, wird eine Einzelstrafe gebildet. Die Gesamtstrafe darf die Summe der Einzelstrafen nicht erreichen. Die höchste Strafe wird als Einsatzstrafe herangezogen, diese wird dann um die weiteren verwirkten Strafen erhöht (Asperationsprinzip).

### Nachträgliche Gesamtstrafenbildung
Es kann auch nachträglich eine Gesamtstrafe gebildet werden. Dies ein besonderer Fall der Realkonkurrenz. Dies tritt ein, wenn zwischenzeitlich Verurteilungen ergangen sind. Die Regelungen zur nachträglich gebildeten Gesamtstrafe richtet sich nach § 55 StGB.